# ТЕС Снаппер-Пойнт
ТЕС Снаппер-Пойнт (Snapper Point) — теплова електростанція на півдні Австралії.
В умовах збільшення питомої частки електроенергії з відновлюваних джерел (графік виробництва яких вирізняється нестабільністю) в Австралії використовують пікові теплові електростанції. Зокрема, для підтримки діяльності вітрової електростанції Лінкольн-Геп (потужність 212 МВт з запланованим розширенням на 245 МВт) запроєктували ТЕС Снаппер-Пойнт. В 2022 на її майданчику ввели в дію п'ять встановлених на роботу у відкритому циклі газових турбін General Electric TM2500 потужністю по 30,8 МВт (до того ці турбіни працювали на тимчасовій ТЕС Temporary Generation North, після чого були передані в довгострокову оренду на Снаппер-Пойнт).
Станція працює на природному газі, що надходить до Аделаїди по трубопроводах Мумба – Аделаїда та Айона – Аделаїда.
Видача продукції відбувається по ЛЕП, що працюють під напругою 275 кВ та 66 кВ.